# Ronde van Frankrijk 1935
| Route van de Ronde van Frankrijk 1935 met start en finish in Parijs. |                        |              |
| Eindklassement                                                       |                        |              |
| Algemeen klassement                                                  | Romain Maes            | 141h 32' 00" |
| Tweede                                                               | Ambrogio Morelli       | + 17' 52"    |
| Derde                                                                | Félicien Vervaecke     | + 24' 06"    |
| Vierde                                                               | Sylvère Maes           | + 35' 24"    |
| Vijfde                                                               | Jules Lowie            | + 51' 26"    |
| Zesde                                                                | Georges Speicher       | + 54' 29"    |
| Zevende                                                              | Maurice Archambaud     | + 1h 09' 27" |
| Achtste                                                              | René Vietto            | + 1h 21' 03" |
| Negende                                                              | Gaby Ruozzi            | + 1h 34' 02" |
| Tiende                                                               | Oskar Thierbach        | + 2h 00' 04" |
| Rode Lantaarn                                                        | Willi Kutschbach (46e) | + 7h 40' 39" |
| Bergklassement                                                       | Félicien Vervaecke     | 128 punten   |
| Tweede                                                               | Sylvère Maes           | 92 punten    |
| Derde                                                                | Jules Lowie            | 62 punten    |
| Ploegenklassement                                                    | België                 | 425h 35' 41" |
| Tweede                                                               | Frankrijk              | -            |
| Derde                                                                | Duitsland              | -            |

In 1935 ging de 29e Tour de France van start op 4 juli in Parijs. Hij eindigde op 28 juli in Parijs. Er stonden 40 renners verdeeld over 5 nationale ploegen aan de start. Daarnaast stonden er nog 53 individuelen aan de start.
De jonge Belg Romain Maes pakte in de eerste etappe de gele trui. Ook toen de Fransman René Vietto de eerste Alpenrit won, reed Maes nog altijd in het geel. In de tweede Alpenrit, over de Telegraphe, verongelukte de Franse favoriet Antonin Magne en viel uit. Verder achterin was de Spanjaard Francisco Cepeda er erger aan toe: Hoe hij gevallen was, is onbekend, maar hij werd met een schedelbasisfractuur naar het ziekenhuis van Grenoble gebracht, waar hij drie dagen later overleed. Hij was daarmee de eerste rijder die tijdens de koers dodelijk verongelukte (Adolphe Helière was weliswaar tijdens de Tour van 1910 verdronken, maar dat gebeurde op een rustdag).
In de tijdrit naar Perpignan zakte Maes niet in, maar haalde een onverwachte tweede plaats, ondanks gebroken remkabels. Ook in de Pyreneeën sloeg hij, met hulp van zijn ploeggenoten Félicien Vervaecke en Jules Lowie de aanval van de Italiaan Ambroglio Morelli af, en hij gaf zijn overwinning nog meer cachet door in de laatste etappe naar Parijs voor de derde keer de etappewinst te pakken. Maes had de zeldzame prestatie geleverd om van begin tot einde van de ronde het klassement te leiden.
Aantal ritten: 21 

Totale afstand: 4338 km 

Gemiddelde snelheid: 30.650 km/h 

Aantal deelnemers: 93 

Aantal uitgevallen: 47 

## Belgische en Nederlandse prestaties
In totaal namen er 12 Belgen en geen enkele Nederlander deel aan de Tour van 1935.

### Belgische etappezeges
- Romain Maes won de 1e etappe van Parijs naar Rijsel, de 11e etappe van Nice naar Cannes en de 21e etappe van Caen naar Parijs.
- Jean Aerts won de 4e etappe van Metz naar Belfort, de 8e etappe van Grenoble naar Gap, 10e etappe van Digne naar Nice en de 19e etappe deel B van La Roche-sur-Yon naar Nantes.
- Sylvère Maes won de 15e etappe van Perpignan naar Luchon.

### Nederlandse etappezeges
- In 1935 waren er geen Nederlandse etappezeges.

## Etappes
- 1e Etappe Parijs - Rijsel: Romain Maes (Bel)
- 2e Etappe Rijsel - Charleville: Charles Pélissier (Fra)
- 3e Etappe Charleville - Metz: Raffaele Di Paco (Ita)
- 4e Etappe Metz- Belfort: Jean Aerts (Bel)
- 5ae Etappe Belfort-Genève: Maurice Archambaud (Fra)
- 5be Etappe Genève-Evian: Raffaele Di Paco (Ita)*
- 6e Etappe Evian - Aix-les-Bains: René Vietto (Fra)
- 7e Etappe Aix-les-Bains - Grenoble: Francesco Camusso (Ita)
- 8e Etappe Grenoble - Gap: Jean Aerts (Bel)
- 9e Etappe Gap - Digne: René Vietto (Fra)
- 10e Etappe Digne - Nice: Jean Aerts (Bel)
- 11e Etappe Nice - Cannes: Romain Maes (Bel)
- 12e Etappe Cannes - Marseille: Charles Pélissier (Fra)
- 13ae Etappe Marseille- Nîmes: Vasco Bergamaschi (Ita)
- 13be Etappe Nîmes - Montpellier: Georges Speicher (Fra)
- 14ae Etappe Montpellier - Narbonne: René Le Grevès (Fra)
- 14be Etappe Narbonne - Perpignan: Maurice Archambaud (Fra)*
- 15e Etappe Perpignan - Luchon: Sylvère Maes (Bel)
- 16e Etappe Luchon - Pau: Ambrogio Morelli (Ita)
- 17e Etappe Pau - Bordeaux: Julien Moineau (Fra)
- 18ae Etappe Bordeaux - Rochefort: René Le Grevès (Fra)
- 18be Etappe Rochefort - La Rochelle: André Leducq (Fra)*
- 19ae Etappe La Rochelle - La Roche-sur-Yon: René Le Grevès (Fra)
- 19be Etappe La Roche-sur-Yon - Nantes: Jean Aerts (Bel)
- 20ae Etappe Nantes - Vire: René Le Grevès (Fra)
- 20be Etappe Vire - Caen: Ambrogio Morelli (Ita)
- 21e Etappe Caen - Parijs: Romain Maes (Bel)

* Individuele tijdrit
 winnaars gele trui · 
 puntenklassement · 
 bergklassement · 
 jongerenklassement · 
 tussensprintklassement · 
 combinatieklassement · 
 ploegenklassement · 
 strijdlust · 
rode lantaarn
records · meeste deelnames · ranglijst etappewinnaars · bekende beklimmingen · valpartijen · dopinggevallen · Grand Départ · Souvenir Henri Desgrange
1903 · 
1904 · 
1905 · 
1906 · 
1907 · 
1908 · 
1909 · 
1910 · 
1911 · 
1912 · 
1913 · 
1914 ·
1915 ·
1916 ·
1917 ·
1918 · 
1919 · 
1920 · 
1921 · 
1922 · 
1923 · 
1924 · 
1925 · 
1926 · 
1927 · 
1928 · 
1929 · 
1930 · 
1931 · 
1932 · 
1933 · 
1934 · 
1935 · 
1936 · 
1937 · 
1938 · 
1939 · 
1940 ·
1941 ·
1942 ·
1943 ·
1944 ·
1945 ·
1946 ·
1947 · 
1948 · 
1949 · 
1950 · 
1951 · 
1952 · 
1953 · 
1954 · 
1955 · 
1956 · 
1957 · 
1958 · 
1959 · 
1960 · 
1961 · 
1962 · 
1963 · 
1964 · 
1965 · 
1966 · 
1967 · 
1968 · 
1969 · 
1970 · 
1971 · 
1972 · 
1973 · 
1974 · 
1975 · 
1976 · 
1977 · 
1978 · 
1979 · 
1980 · 
1981 · 
1982 · 
1983 · 
1984 · 
1985 · 
1986 · 
1987 · 
1988 · 
1989 · 
1990 · 
1991 · 
1992 · 
1993 · 
1994 · 
1995 · 
1996 · 
1997 · 
1998 · 
1999 · 
2000 · 
2001 · 
2002 · 
2003 · 
2004 · 
2005 · 
2006 · 
2007 · 
2008 · 
2009 · 
2010 · 
2011 · 
2012 · 
2013 · 
2014 · 
2015 · 
2016 · 
2017 · 
2018 · 
2019 ·
2020 · 
2021 · 
2022 · 
2023 · 
2024 · 
2025